# Cała ona
Cała ona (She’s All That) – amerykańska komedia romantyczna nakręcona w 1999 przez Roberta Iscove’a oraz współczesna adaptacja dramatu George’a Bernarda Shawa Pigmalion.

## Fabuła
Piękna Taylor Vaughan (Jodi Lyn O’Keefe) porzuca Zacha Silera (Freddie Prinze Jr.), najlepszego zawodnika szkolnej drużyny, tuż przed zbliżającym się szkolnym balem. Chłopak postanawia się zemścić na byłej dziewczynie. Zakłada się z kolegą, że uczyni ze skromnej Laney Boggs (Rachael Leigh Cook) królową zabawy. Rezultaty metamorfozy zaskakują wszystkich.

## Obsada
- Zach Siler – Freddie Prinze Jr.
- Laney Boggs – Rachael Leigh Cook
- Brock Hudson – Matthew Lillard
- Dean Simpson – Paul Walker
- Taylor Vaughan – Jodi Lyn O’Keefe
- Wayne Boggs – Kevin Pollak
- Mackenzie Siler – Anna Paquin
- Simon Boggs – Kieran Culkin
- Katie – Gabrielle Union

## Box office
| Świat | 103 166 989 USD |

## Produkcja
Zdjęcia do filmu kręcono w Torrance oraz Cerritos w stanie Kalifornia.

## Odbiór
Film Cała ona spotkał się z negatywną reakcją krytyków. Agregujący recenzje filmowe serwis Rotten Tomatoes, w oparciu o pięćdziesiąt dziewięć omówień, okazał obrazowi 39-procentowe wsparcie (średnia ocena wyniosła 4,9 na 10).

### Nagrody i nominacje
| Rok  | Miejsce                              | Nagroda       | Kategoria                              | Odbiorcy i nominowani                   | Wynik     |
| ---- | ------------------------------------ | ------------- | -------------------------------------- | --------------------------------------- | --------- |
| 1999 | Teen Choice Awards 1999              | Teen Choice   | Ulubiony aktor filmowy                 | Freddie Prinze Jr.                      | wygrana   |
| 1999 | Teen Choice Awards 1999              | Teen Choice   | Najseksowniejsza filmowa scena miłosna | Freddie Prinze Jr. i Rachael Leigh Cook | wygrana   |
| 1999 | Teen Choice Awards 1999              | Teen Choice   | Ulubiona komedia                       | Cała ona                                | nominacja |
| 1999 | MTV Movie Awards 1999                | Złoty Popcorn | Najlepszy duet                         | Freddie Prinze Jr. i Rachael Leigh Cook | nominacja |
| 1999 | MTV Movie Awards 1999                | Złoty Popcorn | Przełomowa rola żeńska                 | Rachael Leigh Cook                      | nominacja |
| 2000 | Nickelodeon Kids’ Choice Awards 2000 | Sterowiec     | Ulubiona para filmowa                  | Freddie Prinze Jr. i Rachael Leigh Cook | wygrana   |